# 북평초등학교 서홍분교
북평초등학교 서홍분교는 대한민국 전라남도 해남군 북평면 서홍리에 있었던 공립 초등학교이다.

## 연혁
- 1967년 11월 14일 이진국민학교 서홍분교장 설립인가
- 1972년 3월 1일 북평서국민학교 승격 인가
- 1984년 6월 1일 병설유치원 개원
- 1996년 3월 1일 북평서초등학교로 개칭
- 1998년 3월 1일 북평초등학교 서홍분교로 개편
- 1999년 9월 1일 폐교